# Кинотеатр «Рекс»
Кинотеатр «Рекс» (нидерл. Cine Rex) — бывший кинотеатр в Антверпене, Бельгия. 16 декабря 1944 года кинотеатр был уничтожен прямым попаданием немецкой ракеты Фау-2, в результате чего погибло 567 человек. Уничтожение кинотеатра «Рекс» стало самым смертоносным взрывом Фау-2 за все время Второй Мировой войны.
Кинотеатр открылся в 1935 году, автором проекта был знаменитый бельгийский архитектор-модернист Леон Стейнен (нидерл. Léon Stynen).
Ракета, упавшая на «Рекс», была запущена с полигона в Хеллендорне (Нидерланды) в 15:17 16 декабря 1944 года. Примерно через пять минут она упала на кинотеатр, в котором в это время шел фильм «Человек с равнины». В этот момент в кинотеатре находилась примерно тысяча человек. В результате взрыва погибло 567 человек, 296 из них — военнослужащие, в основном британцы. Среди жертв было 64 женщины и 74 ребенка. Официальное количество раненых составило 291 человек, однако многие легкораненые не были зарегистрированы.
Разбор завалов и поиск тел погибших продолжался неделю. После уничтожения кинотеатра в городе были закрыты все театры и кинотеатры и запрещены все общественные мероприятия, в которых участвовало более пятидесяти человек. Погибшие военные были похоронены на кладбище Схонселхоф.
Кинотеатр был восстановлен в 1947 году. В 1993 году он был закрыт и в 1995 году снесён окончательно. Кинотеатр находился на улице Де Кейсерлей (De Keyserlei).